# 無路可退
是一部2017年美國劇情片，由約瑟夫·柯金斯基執導，肯·諾蘭和埃里克·沃伦·辛格撰寫劇本。電影主演包括麥爾斯·泰勒、喬許·布洛林、泰勒·基奇、詹姆斯·貝吉·戴爾與傑夫·布里吉。發行商哥倫比亞影業將電影定於2017年10月20日在美國上映。
本電影改編自2013年於美國亞利桑那州發生的亞奈爾山火事件，由閃電引發的山火導致19名消防員殉職，是美國自911事件以來折損過最多消防員的事件。

## 劇情
窮途潦倒的布蘭登（麥爾斯·泰勒 飾）為求重新振作，加入由艾瑞克（喬許·布洛林 飾）帶領的菁英救火隊，與隊友們從互懷敵意到彼此交心，歷經重重訓練關卡後，正式參與冒險犯難的救火任務，患難與共。2013年，亞利桑那州普雷斯科特因受熱浪侵襲而發生森林大火，救火隊被指派到火場救援，卻面臨意想不到的生離死別……。
該片改編自真實故事。艾瑞克是亚利桑那州普雷斯科特消防局第7小队的负责人，他接到了一通电话，要求协助凤凰城北部的Cave Creek Complex火灾。由于火势为2型，艾瑞克仔细观察火灾并预测它会改变方向并威胁到附近的一个社区，但是来自加利福尼亚州的快车支援队忽视艾瑞克的警告，而继续执行原有命令。火灾正如艾瑞克预期的那样，把社区摧毁了。艾瑞克的妻子阿曼达建议他与该市的消防队长杜安斯坦布林克谈谈，以完成他的队员认证并成为快车支援队。Duane同意对第7小队进行评估以获得他们的认证，但警告说，队员可能不得不承诺更长的工作季节，以使他们的认证对市议会更具吸引力。这令阿曼达感到沮丧，她对艾瑞克將全副心力投注在打火工作上表示不满，并希望与丈夫建立一个家庭。
与此同时，布兰登·麦唐纳失业，住在家里，并吸毒。他从朋友那里得知他的前女友娜塔莉怀孕了，而且这个孩子就是他的。他願意為這個小生命負責任，但由于他不负责任的生活方式，她要他離她遠一點，她自己和她家人能處理一切。随后，布兰登被赶出酒吧，并因盗窃车内物品而被捕。布蘭登的母親支付保释金將他保出，但隨即将他踢出家门。布兰登的女儿McKayla出生，但他仍与娜塔莉保持一定的距离。想要为他的女儿提供服务，他去第7小队应征工作，并且尽管有一些工作人员保留，但仍然受雇。布兰登开始买杂货，把它们留在娜塔莉家门口。
在训练期间，野火爆发，并计划进行第7小队的评估。尽管队伍中有新秀，艾瑞克和评估员之间存在意见冲突，但是第7小队通过了评估，并命名为「格拉尼特山快车支援队」。娜塔莉开始向布兰登开放，并同意让他与女儿共度时光。
小队成功地扑灭了几次火灾，包括拯救了一棵历史悠久的杜松树，但布兰登在火线上行走时被一条响尾蛇咬伤。他被送往医院治疗，由於處於戒毒期間無法使用吗啡止痛，以避免可能的毒癮复发。布兰登的室友和快车支援队Chris MacKenzie在医院探望他。他立刻被布兰登的护士所吸引，并开始建立关系。娜塔莉、McKayla和布兰登的母亲也来访，后者暗示布兰登为了女儿的缘故重新考虑他的职业生涯。当队员们庆祝他们最近的成功时，布兰登告诉艾瑞克他打算跳槽到建筑消防队。艾瑞克提醒布兰登，因为他有犯罪记录，跳槽很可能行不通。他一旦不做支援队，在没有支援队的责任感的情况下他很可能旧习复发。
在回家的路上，艾瑞克和阿曼达争论艾瑞克对布兰登的优先感以及他自己不愿创办家庭的态度。艾瑞克下了车，走到杜安的家里，艾瑞克告诉杜安，他曾在蒙大拿州与火灾作斗争。艾瑞克描述了他对一只熊在火上跑过的熊的记忆，称它是“我见过的最美丽，最可怕的东西”。之后，他回到家，告诉阿曼达，他已准备好开始一个家庭。艾瑞克对布兰登的恐惧也表现在他与前者相似的事实上，而且这项工作也使他免于受害。
第二天早上，艾瑞克接到一个关于亚利桑那州亚奈尔火灾的电话。他打电话给小队，在前往火灾的路上，告诉他的副手杰西斯蒂德，他将在火灾季节结束后作为负责人辞职，杰西可以得到这份工作。队员部署保护亚奈尔免受火灾影响，艾瑞克告诉布兰登他将帮助他确保转移，以便他可以花更多时间与家人在一起。小队开始控制燃烧以控制火灾，但是一架灭火机错误地释放阻燃剂，熄灭了他们布置的防火线。队员被迫搬迁并建造一条新的火线，并将布兰登送到更高的地方作为气象瞭望员。风转移并加快速度，向布兰登和队员发射火力。布兰登在另一名支援队队员的帮助下撤离，让他乘车前往集结区，而布兰登驾驶格拉尼特山快车支援队的一辆车返回移动消防总部。其余的队员开始前往指定的安全区。
在小队到达之前，火力加快并超过安全区。当布兰登在收音机上收听时，快车支援队准备了一个部署地点并呼叫一架灭火机来保护他们的位置。灭火机飞越小队，他们部署了防火遮蔽。火然后超过吞没了快车支援队。多个无线电呼叫到格拉尼特山快车支援队，但没有回应。
当部署站点被发现并且确认没有幸存者时，布兰登听到无线电呼叫。格拉尼特山快车支援队死去隊員的家屬聚集在当地的一所学校体育馆，他們接獲有一個隊員活了下來的消息，但並未得知是誰，因而抱著渺茫的希望。布兰登要求去体育馆，他走進現場後，家屬們意识到布兰登是唯一的幸存者、而他们的亲人已经確定死亡後，全部陷入絕望和哀慟。內疚不已的布兰登面對不了家屬們，在體育館外頭崩潰。阿曼达跟着他，告诉他，她很高兴他还活着。
后来，布兰登带着他的女儿去了早些时候被队员救了的杜松树，并詠懷他的同伴快车支援队。影片最后向格拉尼特山快车支援队本尊和其家屬們致敬。

## 演員
- 喬許·布洛林[3] 飾 艾瑞克·「蘇柏」·馬爾許
- 麥爾斯·泰勒[3] 飾 布蘭登·「唐特」·麥當諾
- 詹姆斯·貝吉·戴爾 飾 傑西·史泰德
- 泰勒·基奇[4] 飾 克里斯·麥肯齊
- 珍妮佛·康納莉 飾 亞曼妲·瑪希
- 史考特·荷茲 飾 克萊頓·懷特迪
- 艾力克斯·羅素 飾 安德魯·羅素
- 班·哈迪 飾 韋德·帕克
- 瑞秋·辛格 飾 布蘭登的母親
- 娜塔莉·霍爾（英语：Natalie Hall） 飾 娜塔莉·強生
- 傑夫·布里吉[4] 飾 杜恩·史坦布林克
- 安蒂·麥道威爾 飾 蔓薇·史坦布林克
- 吉歐夫·斯圖茲 飾 崔維斯

## 製作
2016年3月1日，喬許·布洛林和麥爾斯·泰勒加入了電影《No Exit》的演出，劇情敘述一群消防員面臨歷史上最致命的野火之一，因這場在亞利桑那州的一個小鎮上所發生了火災使得多達十九名消防隊員喪命。該片由約瑟夫·柯金斯基執導，肯·諾蘭和艾瑞克·華倫·辛格共同編劇。而羅倫佐·狄·波納馮杜拉、沙德·拉金比爾、泰倫特·拉金比爾、麥可·梅內爾、黛溫·歐斯特羅夫、莫莉·史密斯和傑瑞米·史特克勒都將擔任監製，且電影將由黑标传媒（Black Label Media）出資製作。5月，傑夫·布里吉和泰勒·基奇都已簽約參演電影。2017年7月19日，電影片名改為《Only the Brave》。
主要攝影於2016年6月13日在新墨西哥州聖塔菲及洛斯阿拉莫斯周圍等地點開始進行。

## 發行
《無路可退》由索尼定於2017年10月20日在美國上映。該片原本是獅門娛樂排於2017年9月22日上映，但因獅門與製片公司黑标传媒間的理念產生分歧，使得版權改為索尼所有，但獅門在特定國家仍會負責發行。電影的首支預告片於2017年7月19日釋出。中國大陆與台灣及新加坡的海報並無索尼或獅門相關標誌，顯示片源是直接購自黑标传媒。

## 公眾回應

### 評價
《無路可退》獲得了普遍好評。爛番茄根據98條評論，該片持有87%的新鮮度，平均得分為7.4/10。該片在Metacritic上則獲得了72分，這代表著「整體正面的評價」。據CinemaScore調查，觀眾的評價在A+至F間落於「A」。

### 票房
在美國和加拿大，《無路可退》與《梅迪亞萬聖節2》、《雪人》、《氣象戰》同天上映並競爭，分析師預估《無路可退》在首週末能從2575間戲院中獲得約700萬美元的票房。美國首週末票房達600萬美元，位居當週票房排名第五。

## 外部連結
- 互联网电影数据库（IMDb）上《無路可退》的资料（英文）